# Ankara (Provinz)
Ankara ist eine Provinz der Türkei. Ihre Hauptstadt ist die Stadt Ankara.
Die Provinz hat 5.747.325 Einwohner (Stand: Ende 2021) auf einer Fläche von 25.632 Quadratkilometern. Von diesen über fünfeinhalb Millionen Menschen leben nur noch 3 % in Siedlungen unter 20.000 Einwohnern. Die Einwohnerdichte beträgt 224 Einwohner/km².
Die Provinz grenzt an die Provinzen Konya, Aksaray, Kırşehir, Kırıkkale, Çankırı, Bolu, und Eskişehir.

## Geografie

Topografie der Provinz Ankara

Die Provinz Ankara liegt im zentralanatolischen Hochland und ist im Norden von bewaldeten Bergen und im Süden von den trockenen Ebenen von Konya umgeben. Das Gebiet wird von den Flusssystemen des Kızılırmak und Sakarya durchflossen und hat mehrere Seen. Die Hälfte der Fläche wird für die Landwirtschaft genutzt, während die Wälder 28 % und Graslandschaften 10 % ausmachen. Im Süden der Provinz liegt der Tuz Gölü, einer der salzigsten Seen der Welt. Der höchste Punkt der Provinz ist mit 2051 Metern der Berg Işık. Das Klima ist im Sommer heiß und trocken und regnerisch im Frühling und Herbst. Der Winter ist schneereich und kalt.

## Verwaltungsgliederung
Die Provinz ist in 25 İlçe gegliedert, die vom Siedlungsbild in ländlichen Bereichen einem Landkreis, in städtischen Ballungsräumen einem Stadtbezirk ähneln. Sie sind allerdings rein staatliche Verwaltungsbezirke ohne kommunale Vertretungsorgane. 1984 wurde die alte Gemeinde Ankara aufgelöst und an ihrer Stelle eine Großstadtgemeinde (Ankara Büyükşehir Belediyesi) errichtet. Zu diesem Zweck wurde das alte Stadtgebiet auf mehrere Gemeinden (Belediye) aufgeteilt und mit diesen und angrenzenden Gemeinden die Großstadtgemeinde gebildet. Sukzessive wurde durch Gründung und Auflösung von Gemeinden und Überführungen von Dorf (Köy) -Organisationen in Mahalle-Organisationen eine Einräumigkeit von Kommunalverwaltung (durch die Belediye) und staatlicher Verwaltung (durch das İlçe) hergestellt, so dass sich im Ergebnis das Gebiet der Einzelgemeinden mit dem jeweils gleichnamigen staatlichen Verwaltungsbezirk deckt. Nach einer Verwaltungsreform 2014 umfasst das Gebiet der Großstadtgemeinde die gesamte Provinz. Die kommunalen Selbstverwaltungsorgane auf Provinzebene (İl Meclisi) wurden aufgelöst und ihre Zuständigkeiten auf die Verwaltung der Großstadtgemeinde übertragen. Die Provinz wurde damit zu einem rein staatlichen Verwaltungsbezirk.
Die 25 İlçe sind:
| Kreis- code 1     | Landkreis İlçe    | Fläche 2 (km²) | Bevölkerung am 31.12.2021 3 | Bevölkerung am 31.12.2021 3 | Bevölkerung am 31.12.2021 3 | Anzahl der Mahalle | Bevölke rungs dichte (Einw./km²) | Sex Ratio 4 Frauen auf 1000 Männer | Grün- dungs datum 5, 6 |
| Kreis- code 1     | Landkreis İlçe    | Fläche 2 (km²) | Gesamt                      | männlich                    | weiblich                    | Anzahl der Mahalle | Bevölke rungs dichte (Einw./km²) | Sex Ratio 4 Frauen auf 1000 Männer | Grün- dungs datum 5, 6 |
| ----------------- | ----------------- | -------------- | --------------------------- | --------------------------- | --------------------------- | ------------------ | -------------------------------- | ---------------------------------- | ---------------------- |
| 1872              | Akyurt            | 369            | 38.588                      | 19.711                      | 18.877                      | 26                 | 104,6                            | 958                                | 1990                   |
| 1130              | Altındağ          | 123            | 407.675                     | 204.907                     | 202.768                     | 26                 | 3.314,4                          | 990                                | 1953                   |
| 1157              | Ayaş              | 1.041          | 13.093                      | 7.032                       | 6.061                       | 33                 | 12,6                             | 862                                |                        |
| 1167              | Bala              | 1.851          | 22.966                      | 12.602                      | 10.364                      | 55                 | 12,4                             | 822                                |                        |
| 1187              | Beypazarı         | 1.697          | 48.393                      | 24.119                      | 24.274                      | 78                 | 28,5                             | 1006                               |                        |
| 1227              | Çamlıdere         | 782            | 8.350                       | 4.421                       | 3.929                       | 48                 | 10,7                             | 889                                | 1953                   |
| 1231              | Çankaya           | 483            | 949.265                     | 454.974                     | 494.291                     | 123                | 1.965,4                          | 1086                               | 1936                   |
| 1260              | Çubuk             | 1.198          | 91.363                      | 45.626                      | 45.737                      | 84                 | 76,3                             | 1002                               |                        |
| 1302              | Elmadağ           | 647            | 44.236                      | 22.223                      | 22.013                      | 30                 | 68,4                             | 991                                | 1960                   |
| 1922              | Etimesgut         | 273            | 606.472                     | 302.537                     | 303.935                     | 38                 | 2.221,5                          | 1005                               | 1990                   |
| 1924              | Evren             | 222            | 2.965                       | 1.464                       | 1.501                       | 13                 | 13,4                             | 1025                               | 1990                   |
| 1744              | Gölbaşı           | 1.364          | 142.961                     | 71.505                      | 71.456                      | 54                 | 104,8                            | 999                                | 1983                   |
| 1365              | Güdül             | 540            | 8.155                       | 4.107                       | 4.048                       | 31                 | 15,1                             | 986                                | 1957                   |
| 1387              | Haymana           | 2.164          | 27.298                      | 14.228                      | 13.070                      | 78                 | 12,6                             | 919                                |                        |
| 1815              | Kahramankazan     | 547            | 57.913                      | 29.658                      | 28.255                      | 48                 | 105,9                            | 953                                | 1987                   |
| 1427              | Kalecik           | 1.110          | 12.502                      | 6.455                       | 6.047                       | 57                 | 11,3                             | 937                                |                        |
| 1745              | Keçiören          | 159            | 942.884                     | 461.863                     | 481.021                     | 51                 | 5.930,1                          | 1041                               | 1983                   |
| 1473              | Kızılcahamam      | 1.623          | 26.968                      | 13.745                      | 13.223                      | 109                | 16,6                             | 962                                |                        |
| 1746              | Mamak             | 321            | 682.420                     | 340.018                     | 342.402                     | 64                 | 2.125,9                          | 1007                               | 1983                   |
| 1539              | Nallıhan          | 2.079          | 26.961                      | 13.422                      | 13.539                      | 83                 | 13,0                             | 1009                               |                        |
| 1578              | Polatlı*          | 3.618          | 127.526                     | 63.738                      | 63.788                      | 95                 | 35,2                             | 1001                               | 1926                   |
| 2034              | Pursaklar         | 169            | 159.676                     | 79.639                      | 80.037                      | 21                 | 944,8                            | 1005                               | 2008                   |
| 1747              | Sincan            | 880            | 561.411                     | 286.283                     | 275.128                     | 59                 | 638,0                            | 961                                | 1983                   |
| 1658              | Şereflikoçhisar   | 2.155          | 33.475                      | 16.799                      | 16.676                      | 64                 | 15,5                             | 993                                |                        |
| 1723              | Yenimahalle       | 219            | 703.809                     | 342.333                     | 361.476                     | 57                 | 3.213,7                          | 1056                               | 1957                   |
| PROVINZ 06 Ankara | PROVINZ 06 Ankara | 25.632         | 5.747.325                   | 2.843.409                   | 2.903.916                   | 1425               | 224,2                            | 1021                               |                        |

*Seit Jahren versucht sich der Kreis Polatlı als eigenständige Provinz abzutrennen, da die hierfür notwendige Einwohneranzahl erreicht war. Aufgrund der Nähe zur Stadt Ankara wird dies dem Kreis jedoch verweigert.

## Bevölkerung

### Ergebnisse der Bevölkerungsfortschreibung
Nachfolgende Tabelle zeigt die jährliche Bevölkerungsentwicklung nach der Fortschreibung durch das 2007 eingeführte adressierbare Einwohnerregister (ADNKS). Zusätzlich sind die Bevölkerungswachstumsrate und das Geschlechterverhältnis (Sex Ratio d. h. die rechnerisch ermittelte Anzahl der Frauen pro 1000 Männer) aufgeführt. Der Zensus von 2011 ermittelte 4.868.418 Einwohner, das sind über 860.000 Einwohner mehr als zum Zensus 2000.

| Jahr | Bevölkerung am Jahresende | Bevölkerung am Jahresende | Bevölkerung am Jahresende | Wachstums- rate der Be- völkerung (in %) | Geschlechter verhältnis (Frauen auf 1000 Männer) | Rang (unter den 81 Provinzen) |
| Jahr | gesamt                    | männlich                  | weiblich                  | Wachstums- rate der Be- völkerung (in %) | Geschlechter verhältnis (Frauen auf 1000 Männer) | Rang (unter den 81 Provinzen) |
| ---- | ------------------------- | ------------------------- | ------------------------- | ---------------------------------------- | ------------------------------------------------ | ----------------------------- |
| 2021 | 5.747.325                 | 2.843.409                 | 2.903.916                 | 1,48                                     | 1021                                             | 2                             |
| 2020 | 5.663.322                 | 2.805.877                 | 2.857.445                 | 0,43                                     | 1018                                             | 2                             |
| 2019 | 5.639.076                 | 2.793.850                 | 2.845.226                 | 2,45                                     | 1018                                             | 2                             |
| 2018 | 5.503.985                 | 2.728.900                 | 2.775.085                 | 1,08                                     | 1017                                             | 2                             |
| 2017 | 5.445.026                 | 2.702.492                 | 2.742.534                 | 1,84                                     | 1015                                             | 2                             |
| 2016 | 5.346.518                 | 2.653.431                 | 2.693.087                 | 1,44                                     | 1015                                             | 2                             |
| 2015 | 5.270.575                 | 2.621.235                 | 2.649.340                 | 2,34                                     | 1011                                             | 2                             |
| 2014 | 5.150.072                 | 2.562.805                 | 2.587.267                 | 2,08                                     | 1010                                             | 2                             |
| 2013 | 5.045.083                 | 2.507.525                 | 2.537.558                 | 1,60                                     | 1012                                             | 2                             |
| 2012 | 4.965.542                 | 2.474.456                 | 2.491.086                 | 1,53                                     | 1007                                             | 2                             |
| 2011 | 4.890.893                 | 2.439.058                 | 2.451.835                 | 2,50                                     | 1005                                             | 2                             |
| 2010 | 4.771.716                 | 2.379.226                 | 2.392.490                 | 2,60                                     | 1006                                             | 2                             |
| 2009 | 4.650.802                 | 2.318.633                 | 2.332.169                 | 2,24                                     | 1006                                             | 2                             |
| 2008 | 4.548.939                 | 2.267.779                 | 2.281.160                 | 1,84                                     | 1006                                             | 2                             |
| 2007 | 4.466.756                 | 2.225.033                 | 2.241.723                 | −                                        | 1008                                             | 2                             |
| 2000 | 4.007.860                 | 2.027.105                 | 1.980.755                 |                                          | 977                                              | 2                             |

### Volkszählungsergebnisse
Nachfolgende Tabellen geben den bei den 15 Volkszählungen dokumentierten Einwohnerstand der Provinz Ankara wieder.
Die Werte der linken Tabelle sind E-Books (der Originaldokumente) entnommen, die Werte der rechten Tabelle entstammen der Datenabfrage des Türkischen Statistikinstituts TÜIK
| Jahr | Bevölkerung am Zensustag | Bevölkerung am Zensustag | Anteil in %    | Rang |
| Jahr | Türkei                   | Provinz Ankara           | Provinz Ankara | Rang |
| ---- | ------------------------ | ------------------------ | -------------- | ---- |
| 1927 | 13.648.270               | 404.720                  | 2,97           | 5    |
| 1935 | 16.158.018               | 534.025                  | 3,31           | 4    |
| 1940 | 17.820.950               | 602.965                  | 3,38           | 4    |
| 1945 | 18.790.174               | 695.526                  | 3,70           | 2    |
| 1950 | 20.947.188               | 819.693                  | 3,91           | 2    |
| 1955 | 24.064.763               | 1.059.486                | 4,40           | 2    |
| 1960 | 27.754.820               | 1.321.380                | 4,76           | 2    |

| Jahr | Bevölkerung am Zensustag | Bevölkerung am Zensustag | Anteil in %    | Rang |
| Jahr | Türkei                   | Provinz Ankara           | Provinz Ankara | Rang |
| ---- | ------------------------ | ------------------------ | -------------- | ---- |
| 1965 | 31.391.421               | 1.644.302                | 5,24           | 2    |
| 1970 | 35.605.176               | 2.041.658                | 5,73           | 2    |
| 1975 | 40.347.719               | 2.585.293                | 6,41           | 2    |
| 1980 | 44.736.957               | 2.854.689                | 6,38           | 2    |
| 1985 | 50.664.458               | 3.306.327                | 6,53           | 2    |
| 1990 | 56.473.035               | 3.236.626                | 5,73           | 2    |
| 2000 | 67.803.927               | 4.007.860                | 5,91           | 2    |
| 2011 | 74.525.696               | 4.868.418                | 6,53           | 2    |

Anzahl der Provinzen bezogen auf die Censusjahre:
- 1927, 1940 bis 1950: 63 Provinzen
- 1935: 57 Provinzen
- 1955: 67 Provinzen
- 1960 bis 1985: 73 Provinzen
- 1990: 73 Provinzen
- 2000: 81 Provinzen